# Mare de Déu de Biuse
La Mare de Déu de Biuse és una ermita de l'antic poble de Biuse, ara Bordes de Biuse, en el terme municipal de Llavorsí, a la comarca del Pallars Sobirà.
Està situada a força alçada a l'esquerra de la Noguera Pallaresa, al nord-oest de la Torre de Biuse, restes del Castell de Biuse.